# Статистический риск
Статистический риск — математическое ожидание функции потерь.

## Виды статистического риска
В зависимости от способа усреднения выделяют следующие типы статистического риска R(u):
- средний риск или безусловный риск;
- условный риск.

### Средний риск
Средний риск — это риск {\displaystyle R\left(u\right)}, определяемый по формуле:
{\displaystyle R\left(u\right)=\int \limits _{U}{\int \limits _{X}{C\left(u\left(Y\right),x\right)\cdot W\left(u\left(Y\right),x\right)dx}dY}},
где
{\displaystyle C\left(u\left(Y\right),x\right)} — функция потерь,
{\displaystyle Y} — реализация наблюдаемых данных на интервале времени {\displaystyle \left[0,t\right)},
{\displaystyle u\left(\cdot \right)} — решающее правило или алгоритм обработки реализации наблюдаемых данных {\displaystyle Y}
{\displaystyle x} — вектор информационных параметров, то есть параметров, в которых содержится информация,
{\displaystyle W\left(u\left(Y\right),x\right)} — совместная плотность вероятности {\displaystyle u\left(Y\right)} и {\displaystyle x}.

### Условные риски
Совместная плотность вероятности может быть записана с использованием условной плотности вероятности следующим образом (по формуле Байеса):
{\displaystyle W\left(u\left(Y\right),x\right)=W\left(x\mid u\left(Y\right)\right)\cdot W\left(u\left(Y\right)\right)}.
Следовательно, средний риск {\displaystyle R\left(u\right)} равен
{\displaystyle R\left(u\right)=\int \limits _{U}{\int \limits _{X}{C\left(u\left(Y\right),x\right)\cdot W\left(x\mid u\left(Y\right)\right)\cdot W\left(u\left(Y\right)\right)dx}dY}},
где условный риск {\displaystyle R_{p}}{\displaystyle _{s}(u)} вида
{\displaystyle R_{p}}{\displaystyle _{s}(u)=\int \limits _{X}{C\left(u\left(Y\right),x\right)\cdot W\left(x\mid u\left(Y\right)\right)\cdot W\left(u\left(Y\right)\right)dx}}
называется апостериорным риском.
Условный риск вида
{\displaystyle R(u)=\int \limits _{X}{C\left(u\left(Y\right),x\right)\cdot W\left(u\left(Y\right)\mid x\right)dx}}
называется функцией риска.